# 呂西安·諾伊維爾特
呂西安·諾伊維爾特（法語：Lucien Neuwirth，1924年5月18日—2013年11月26日），法國政治家，1960年代時，因在法國推動口服避孕藥合法化，而被譽為法國「避孕藥之父」。

## 簡歷
生於法國聖埃蒂安。二戰時參與自由法軍抵抗納粹德國入侵。1947年當選為聖埃蒂安市議員。1953年至1965年出任聖埃蒂安市副市長。1958年至1981年任法國國民議會議員。1983年至2001年任法國參議員。2013年11月26日在法國逝世，享年89歲。